# Robert A. Lovett

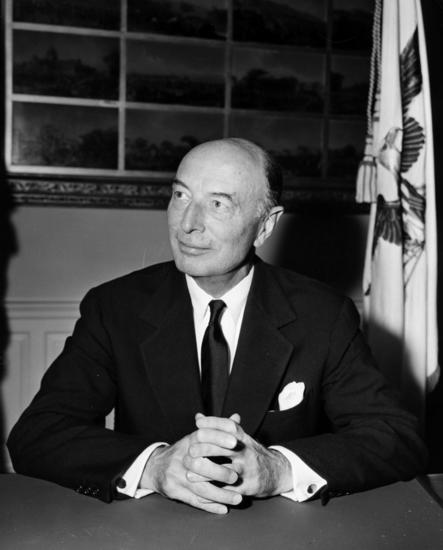
Robert A. Lovett en 1951

Robert Abercrombie Lovett (14 de septiembre de 1895 – 7 de mayo de 1986) fue un político de Estados Unidos que ocupó el cargo de Secretario de Defensa en la administración del presidente demócrata Harry Truman entre 1951 y 1953, periodo durante el cual tuvo que ocuparse de la guerra de Corea, el primer gran conflicto de la guerra fría. Durante la Segunda Guerra Mundial había sido subsecretario del Aire, desempeñando un papel muy importante en el éxito de la campaña de bombardeos estratégicos, y entre 1946 y 1949 subsecretario de Estado con el general George Marshall como secretario.

## Biografía
Procedente de una familia aristocrática de Nueva Inglaterra voló con la legendaria 1.ª Unidad de Yale  y durante la Primera Guerra Mundial participó en varias misiones del Servicio Aéreo de la Marina Real Británica. Su experiencia e interés por la aviación le llevaron a ser nombrado por el presidente Franklin D. Roosevelt como subsecretario del Aire adscrito a la Secretaría de Guerra, cargo que desempeñaba cuando Estados Unidos entró en la Segunda Guerra Mundial tras el ataque a Pearl Harbor.
En junio de 1943 viajó a Inglaterra para supervisar la campaña de bombardeos estratégicos sobre Alemania llevada a cabo por las Fuerzas Aéreas del Ejército de los Estados Unidos (USAAF) junto con la británica RAF. Allí fue testigo de las enormes pérdidas que estaban sufriendo la USAAF y la RAF cuando sobrevolaban Alemania debido a que los cazas de escolta tenían que volver a sus bases antes de que los bombarderos alcanzaran sus objetivos y en ese momento quedaban a merced de los cazas alemanes. 
De vuelta a Washington elaboró un informe para el jefe del Estado Mayor de la USAAF, el general Henry H. Arnold, en el que recomendaba, en primer lugar, que se aumentara la producción de tanques externos de combustible para incrementar la autonomía de vuelo de todos los aviones desplegados en Gran Bretaña y, en segundo lugar, que se pusiera en marcha rápido la producción de cazas de largo alcance que escoltaran durante todo el tiempo a los bombardeos. 
Propuso el avión P-51 Mustang, pero cambiándole el motor Alison —con el que era un «desastre», según la evaluación que él había hecho en 1940— por un motor Rolls-Royce Merlin. El general Arnold quedó convencido de «la absoluta necesidad de construir un avión de combate capaz de ir y regresar con los bombarderos» y se aprobó la propuesta de Lovett. De esta forma, gracias a los nuevos P-51 Mustang y a los «depósitos lanzables» de combustible con los que se equiparon a los aviones para aumentar su autonomía de vuelo (las dos propuestas de Lovett), los aliados lograron la supremacía aérea sobre los cielos de Alemania y se pudo desarrollar con éxito la campaña de bombardeos estratégicos.
Finalizada la Segunda Guerra Mundial Lovett fue nombrado en 1946 subsecretario de Estado de George Marshall, cargo que desempeñó hasta 1949. Dos años después el presidente Harry Truman lo nombró secretario de Defensa de los Estados Unidos y durante su mandato tuvo que ocuparse de la guerra de Corea, el primer gran conflicto de la guerra fría. Estuvo en el puesto hasta enero de 1953, cuando entró en funciones la nueva administración republicana del presidente Ike Eisenhower.